# Medici Anna tiroli grófné
Medici Anna (olaszul: Anna di Cosimo de’ Medici; Firenze, 1616. július 21. – Bécs, 1676. szeptember 11.), a befolyásos Medici-családból származó toszkánai nagyhercegnő, II. Cosimo nagyherceg és Habsburg Mária Magdaléna leánya, aki Habsburg–Tiroli Ferdinánd Károly főherceggel kötött házassága révén osztrák főhercegné és tiroli grófné 1646-tól férje 1665-ös haláláig. Klaudia Felicitász német-római császárné édesanyja.

## Származása
A Pitti-palotában született. II. Cosimo de’ Medici toszkán nagyherceg és Mária Magdolna osztrák főhercegnő hetedik gyermeke és harmadik leánya. A szülők 1608-ban kötöttek házasságot.
Apai nagyszülei: I. Ferdinánd toszkánai nagyherceg és Lotaringiai Krisztina hercegnő
Anyai nagyszülei: II. Károly osztrák főherceg és Bajor Mária Anna hercegnő
Testvérei:
- Mária Krisztina (1609. augusztus 24 – 1632. augusztus 9.), ő soha nem ment férjhez, valószínű, hogy testi vagy szellemi fogyatékossága miatt
- Ferdinánd (1610. július 14 – 1670. május 23.), ő 1633. szeptember 26-án nőül vette Vittoria della Rovere-t, aki négy gyermeket (Cosimo, egy halvaszületett fiú, Cosimo és Ferenc) szült férjének
- GianCarlo (1611. július 24 – 1663. január 23.), ő agglegényként halt meg, ugyanis 1644-ben bíboros lett
- Margit (1612. május 31 – 1679. február 6.), ő 1628-ban hozzáment Farnese Odoardo párma-i herceghez, akinek nyolc gyermeket (Katalin, Ranuccio, Sándor, Onorato, Caterina, Mária Magdolna, Péter és Oktávió) szült
- Mátyás (1613. május 9 – 1667. október 14.), megszakításokkal Siena kormányzója volt 1629-től, ő soha nem nősült meg
- Ferenc (1614. október 16 – 1634. július 25.), katonai pályát futott be, s ő sem házasodott meg
- Lipót (1617. november 6 – 1675. november 10.), ő is volt Siena kormányzója, azonkívül pedig bíboros volt

## Házassága és gyermekei
Anna 1646. június 10-én, 29 éves korában feleségül ment a nála majdnem 12 évvel fiatalabb Ferdinánd Károly osztrák főherceghez, akinek három leányt szült házasságuk 16 éve alatt.
- Klaudia Felicitász (1653. május 30 – 1676. április 8.), 1673. október 15-én nőül ment az özvegy, 33 esztendős, egy gyermekes apához, I. Lipót német-római császárhoz, akinek két gyermeket (Anna Mária Zsófia és Mária Jozefa) szült
- egy halvaszületett leány (1654. július 19.)
- Mária Magdolna (1656. augusztus 17 – 1669. január 21.)

Anna főhercegné 1662. december 30-án megözvegyült. Férje csupán 32 évet élt. Az asszony még majdnem 14 évig élt, és mindhárom gyermeke halálát meg kellett élnie. Legidősebb leánya, Klaudia 22 esztendősen halt meg, Anna pedig még az év szeptember 11-én, Bécsben, 60 éves korában követte őt a sírba. Annának mindössze két unokája született Klaudiától, de sajnos mindkét leánygyermek meghalt, még csecsemőként.